# Greenfield Township (comté d'Érié, Pennsylvanie)
Pour les articles homonymes, voir Greenfield Township.
Greenfield Township est un township situé au nord-est du comté d'Érié, en Pennsylvanie, aux États-Unis,. En 2010, il comptait une population de 1 933 habitants.

## Démographie
Lors du recensement de 2010, le township comptait une population de 1 933 habitants. Elle est estimée, en 2018, à 1 909 habitants.

### Source de la traduction
- (en) Cet article est partiellement ou en totalité issu de l’article de Wikipédia en anglais intitulé « Greenfield Township, Erie County, Pennsylvania » (voir la liste des auteurs).